# Barstow (Washington)
Pour les articles homonymes, voir Barstow.
Barstow  est une census-designated place américaine de l'État de Washington dans le comté de Ferry. 
La population était de 59 habitants en 2010.